# 中國反韓情緒
中國反韓情緒是指中國对韓國人或文化的反對、敵意、仇恨、不信任、恐懼和普遍厭惡。這在中國有時被稱為嫌韩（不喜歡韓國）情緒，有些人認為這是由韓國人認為的傲慢引起的，這種傲慢挑戰了中國人傳統上與其5000年文明聯繫在一起的優越感。
韓國於1992年與中華人民共和國建立正式關係，兩國關係在一段時間內緩慢改善以允許更多的經濟融合，但兩國之間仍然存在緊張關係。
在中國民众中，韓國文化在21世紀開始流行。然而，在兩國政治、文化等高度互動的背景下，兩國間因各種紛爭而產生的反韓情緒仍不顯著。

## 二战前历史

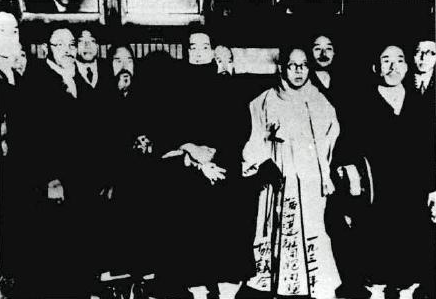
1931年万宝山事件中受影响的韩人

在朝鲜日治时期，大量中国移民涌入朝鲜半岛，至1925年已达4.6万人。这些被称为"苦力"的移民群体，因其低廉的劳动力成本加剧了当地就业环境恶化，引发朝鲜民众强烈不满。
万宝山事件的爆发使矛盾进一步激化。该事件本是满洲地区中朝农民间的普通纠纷，但日本殖民当局在朝鲜半岛散布不实报道，宣称大量朝鲜人在事件中遇害。这些煽动性报道直接导致朝鲜半岛爆发大规模排华暴动，继而引发中国境内的反朝报复行动。

## 史学争议
围绕高句丽和渤海国的学术争议在中国国内引发了反韩情绪。这些争议主要聚焦于两个核心问题：一是这两个古国统治阶层的民族归属问题，二是它们的历史应当划归现今哪国的历史范畴。

## 现代体育

### 足球
恐韩症是中国球迷创造的一个术语，指的是自1978年以来中国国家足球队与韩国国家足球队进行了约30场比赛却始终无法取胜的长期现象。这种挫败感可能导致了在中国举办的足球比赛中多次发生针对韩国人的暴力事件，包括1999年奥运会预选赛、2001年友谊赛以及2004年另一场奥运会预选赛等。
2000年在北京举行的中韩友谊足球赛中，因中国队失利，部分中国球迷对韩国观众实施了暴力袭击。
2004年雅典奥运会足球预选赛长沙站比赛期间，中国队失利后再次发生球迷骚乱，导致一名韩国观众受伤。
在2002年韩日世界杯期间，围绕韩国队比赛的一系列事件引发广泛关注，成为中国部分民众对韩国产生负面情绪的热议话题。中国一些媒体对韩国队的赛场表现进行了负面报道。
随着韩国队历史性闯入四强，其先后战胜意大利、西班牙等欧洲强队的比赛过程引发争议。国际舆论普遍认为，裁判多次存在争议的判罚客观上对韩国队有利，导致比赛结果出人意料。
在中国，反韩情绪同样有所显现。据报道，由于担心遭到当地汉族民众的敌视，中国境内的朝鲜族居民往往不敢公开为韩国队加油助威。

### 棒球对抗
在台湾地区，由于棒球赛事中的激烈竞争，当地民众与韩国之间存在一定对立情绪。
尽管棒球是台湾地区最受欢迎的运动之一，但当地棒球队在国际赛事中多次负于韩国，这引发了球迷的不满情绪。台湾媒体曾多次对韩国棒球选手进行争议性报道，例如今日新闻台湾版曾用"高丽棒子"这一贬称指代当时效力于克里夫蘭守護者队的韩国外野手秋信守。虽然该报道后来修改了措辞，但已引发韩国媒体关注。台湾棒球迷常以"高丽泡菜"、"高丽棒子"等称呼韩国棒球队，对韩国大联盟球员的言语攻击也时有发生。

### 2007年亚洲冬季运动会
在长春举行的2007年亚洲冬季运动会期间，部分韩国运动员在颁奖仪式上展示写有"长白山是我们的领土"字样的标语，引发争议。中国体育官员随即递交抗议信，指出此类政治行为违背奥林匹克精神。该事件成为当时中国国内反韩情绪升温的导火索之一。

### 2008年北京奥运会

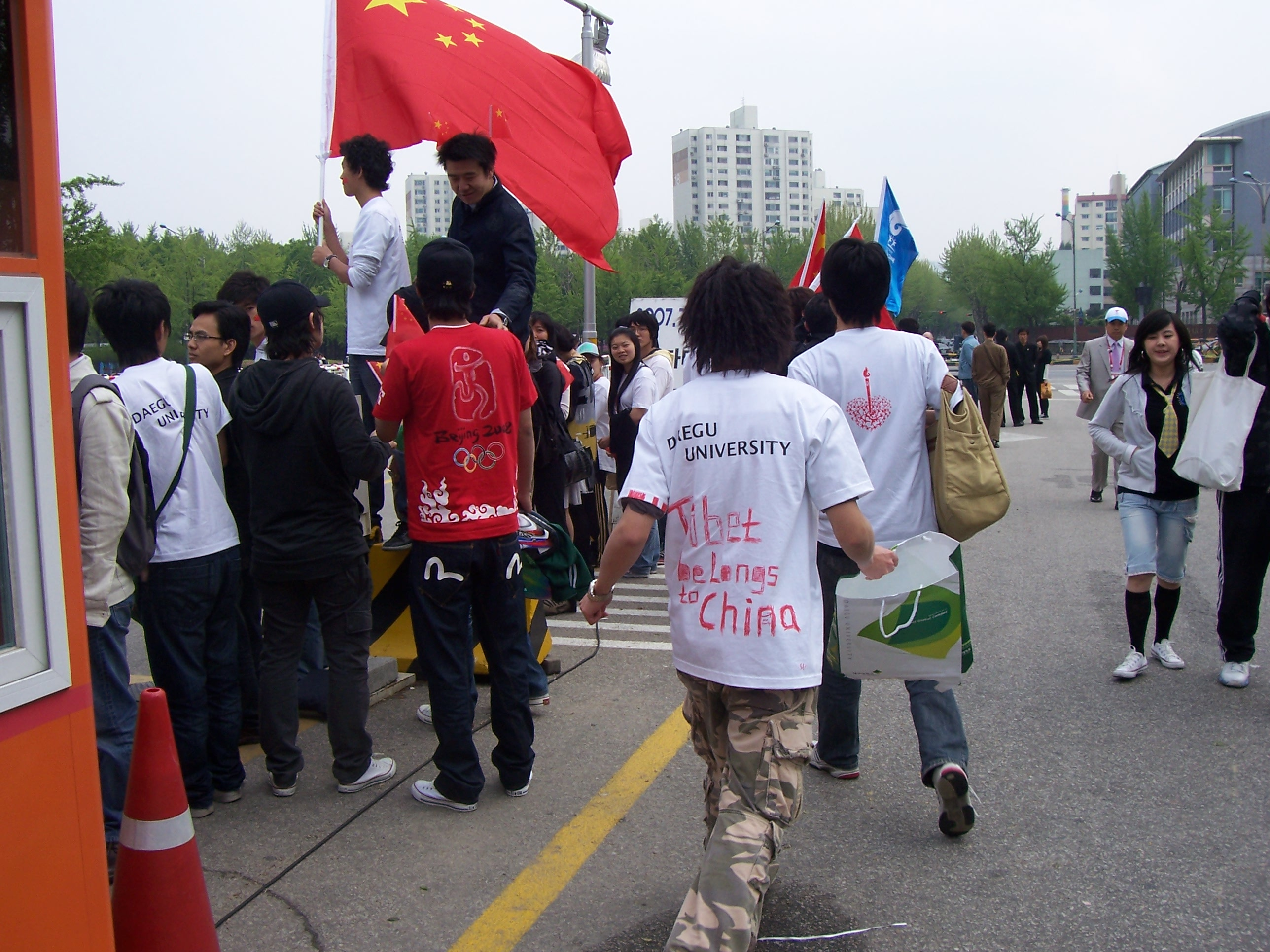
首尔火炬传递现场，一名身着大邱大学T恤的年轻人，衣服上写有"西藏是中国的一部分"字样

2008年北京奥运会期间，中韩两国间的对立情绪进一步激化。在首尔站奥运火炬传递过程中，中国留学生与当地抗议者发生冲突。
冲突期间，有抗议者向韩国示威人群投掷物品，导致一名记者受伤。在首尔广场酒大堂，部分支持北京奥运会的中国民众还与韩国抗议者、藏族人士、西方游客及警方发生肢体冲突。此事引发韩国政府向中方提出严正抗议，并在韩国网络社区掀起新一轮反华浪潮。
此事引发的另一争议是首尔广播公司提前泄露了北京奥运会开幕式彩排画面。北京奥组委官员对此表示遗憾。中国媒体对此事进行了广泛报道，这一事件在一定程度上加剧了中国民众对韩国的不满情绪。
在赛事期间，中国观众时常对韩国选手报以嘘声，转而支持其他参赛队伍——其中甚至包括日本队。
这一现象引发韩国媒体广泛报道，其中最受关注的是中国观众在韩日对决中为日本选手加油的情形——由于历史原因，这在以往被视为禁忌。中韩分析人士指出，这种转变与中日关系的改善有关：日本选手近年对华展现的友好姿态，以及双方在二战历史问题上的缓和，促使中国民众对日态度发生微妙变化。

### 2018年世界杯预选赛
在2018年国际足联世界杯亚洲区预选赛期间，当中韩两国足球队为争夺2018年国际足联世界杯出线权正面交锋时，反韩情绪再次显现。这一情绪主要源于THAAD部署问题——韩国决定在本土部署该系统的举动被中方视为对其主权的威胁，由此引发的抵制韩货浪潮使中国国内的反韩情绪重新抬头。这场备受瞩目的世预赛最终以中国队1:0战胜韩国队告终。由于两国关系紧张，赛事期间警方始终处于高度戒备状态。

### 2022年冬奥会
2022年北京冬奥会期间，中韩关系出现波折。开幕式上中国展示的朝鲜族传统服饰引发韩国舆论争议，韩方部分人士质疑这是"文化挪用"。
为表达立场，多位韩国艺人在社交媒体发布身着韩服的照片，这一举动引发中国部分网民不满，导致这些艺人遭到网络攻击。

## 海外华人与留学生群体
在韩中国留学生反映的遭遇成为国内反韩情绪的又一来源。据报告，部分留学生遭遇当地人的负面态度，被贴上"不文明、贫穷、无知"等刻板标签。
中央民族大学朝鲜族教授黄有福指出，朝鲜族同胞撰写的在韩受歧视经历，是中国网民反韩情绪的重要催化剂。

## 当代文化争议

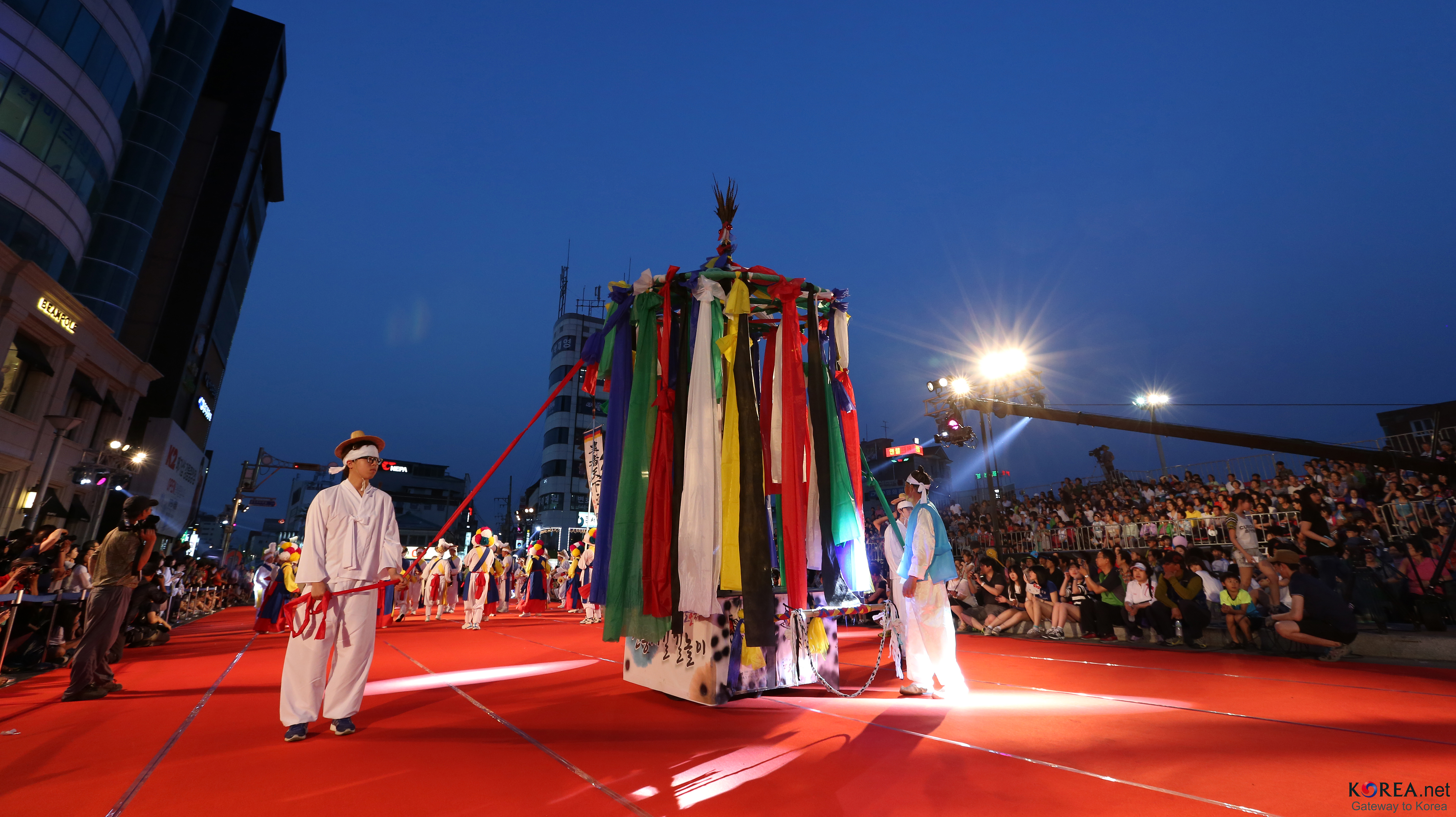
韩国江陵端午祭场景

2005年，当中韩两国就韩国将江陵端午祭申报联合国教科文组织非物质文化遗产产生争议时，中国国内的反韩情绪显著升温。
中方主张江陵端午祭源自中国端午节，并提出将两地端午习俗联合申遗的建议。这场"端午之争"成为中韩文化领域最具标志性的争议事件之一。
韩国方面坚持认为，江陵端午祭是韩国江陵市特有的文化传统，与中国端午节存在本质区别，因此拒绝了中方联合申遗的提议。尽管遭遇中国反对，联合国教科文组织仍将江陵端午祭单独列入人类非物质文化遗产名录。
申遗成功后，中国部分媒体发文指责韩国"窃取中国文化"，并对中国端午节"输给"韩国表示遗憾与愤慨。
联合国申遗争议后，中国媒体和网络又接连出现一系列类似指控。2007年，中国媒体谣传韩国试图将汉字申报世界遗产的消息，引发轩然大波。相关不实报道还扩散至香港和台湾地区媒体。
受这些事件影响，2007年中国《国际先驱导报》开展的一项网络调查显示，韩国被评为中国网民最反感的国家。不过，尽管网络争议不断，中国民众对韩国的整体观感仍属正面。一项民调显示，50.2%的受访者认为中韩关系"良好"，40.8%认为"一般"，而持明显反韩立场的受访者仅占4.4%至6.1%。
由于中国国内反韩情绪高涨，多家在华韩国企业遭受冲击。以2017年6月为例，韩国汽车制造商现代汽车在华销量骤降64%，其旗下起亚汽车销量也下滑58%。
截至2018年，乐天集团正考虑出售在华百货门店，集团方面将这一决策归因于持续的反韩抵制浪潮。
2020年10月13日，防弹少年团成员RM在谈及朝鲜战争时表示韩国与美国共享苦难历史。此番言论在中国引发强烈反响，官媒批评其无视中国在战争中的贡献，部分网民随后发起抵制韩国商品及艺人的行动。

### 引用
1. 1 2  Hickey, Dennis; Guo, Baogang. . Lanham, MD: Lexington Books. 2010: 83. ISBN 9780739140659.
2. ↑  . Financial Times.   [2019-03-22]. （原始内容存档于2021-07-18） （英国英语）.
3. ↑  . Martin Roll. 2018-01-01  [2019-03-22]. （原始内容存档于2021-07-19） （美国英语）.
4. ↑  福克斯, 埃克哈特; 笠原, 德士; 萨勒, 斯文. . 哥廷根: V&R学术出版社. 2018: 151. ISBN 9783737007085.
5. ↑  崔一. . . 北方文艺出版社. 2017年1月. ISBN 9787531736394.
6. ↑  冈田英树.  (PDF). 立命馆文学. 2011, 620.
7. 1 2   [中国啦啦队"赤卫队"将怨气撒在"红魔"啦啦队身上]. Naver / Pressian. 2004年5月3日 （韩语）.
8. ↑   [中韩足球赛中中国球迷袭击韩国啦啦队2名成员事件获官方确认]. Naver / 韩联社. 2000年8月11日 （韩语）.
9. ↑  高永俊 (고영준).  [韩国"红魔"啦啦队受伤事件引发网民热议]. 东亚日报. 2004年5月3日 （韩语）.
10. 1 2  朴康燮.  [驻韩记者批评中国媒体世界杯报道方式]. Naver新闻 / 国民日报. 2002年6月26日 （韩语）.
11. ↑  . Eurosport. 2015年5月29日  [2019-03-22].
12. ↑  马吉, 威尔. . Vice体育. 2017年7月18日  [2019-03-22] （中文）.
13. ↑  . 阿德莱德时报. 2018年5月23日  [2019-03-22] （中文）.
14. ↑  李, 祖杰. . 联合报. 2009年3月23日 （中文（臺灣））.
15. ↑  . 今日新闻. 2006年8月22日 （中文（繁體））.
16. ↑  仇恨棒球赛 - 韩国对台湾
17. 1 2  爱德格. . 想台湾. 2006年3月20日 （中文（繁體））.
18. ↑  . 今日新闻. 2009年4月19日 （中文（繁體））. (今日新闻原始报道，页面已修改)
19. ↑  . CBS. 2009年4月20日 （ko-kr）.
20. ↑  . 朝鲜日报. 2007年2月2日  [2012年4月29日]. 中国新闻社引述官员表态："中韩之间不存在领土争议。韩方此举伤害了中国人民的感情，违背了《奥林匹克宪章》和亚奥理事会的宗旨。"
21. ↑  . 韩联社. 2007年2月2日  [2012年4月29日].
22. ↑  李镇宇. . 韩国时报. 2007年2月2日  [2012年4月29日].
23. ↑  韩国体育世界报道
24. ↑  中国留学生就火炬冲突事件致歉
25. ↑  奥运圣火在争议声中返回中国
26. ↑  李吉星; 元正焕.  [中国人群殴事件令首尔蒙羞]. 朝鲜日报. 2008年4月29日 （韩语）.
27. ↑  . Naver （韩语）.
28. ↑  奥运会开幕式部分细节遭泄露 美联社
29. ↑  . 东亚日报.   [2009-12-27]. （原始内容存档于2011-06-08） （韩语）.
30. ↑  中国反韩情绪蔓延——《韩民族日报》英文版
31. ↑  . Naver （韩语）.
32. ↑  李成贤，中韩峰会前夕的反韩情绪阴影，《韩国时报》，2008年8月24日
33. ↑  反韩情绪：中韩应增进理解与友谊，《韩国时报》（评论版），2008年8月21日
34. ↑  . （原始内容存档于2020年11月24日）.
35. ↑  . 中国网. 2017-03-24  [2025-06-22].
36. ↑  . 亚洲新闻台. 2022年1月5日  [2022年2月5日]. （原始内容存档于2022年11月30日）.
37. ↑  . 雅虎新闻. 2022年1月5日  [2022年2月15日].
38. ↑  . 《韩民族日报》. 2008年8月27日 （韩语）.
39. ↑  . 《韩民族日报》. 2008年8月27日 （韩语）.
40. ↑  李成贤, , 《韩国时报》, 2008年3月9日  [2009-01-07], （原始内容存档于2012-09-18）
41. ↑  斯奈德 2008，第5頁
42. ↑  . 苦劳网. 2008年2月25日 （中文）.
43. ↑  中韩关系：奥运后的新变数 的存檔，存档日期2011年7月28日，. 美国国际战略研究中心 2008年10月1日
44. ↑  . 韩国《中央日报》 （韩语）.
45. ↑  . 《首尔新闻》. 2008年8月27日 （韩语）.
46. ↑  . Naver （韩语）.
47. ↑  江陵端午祭入选联合国人类口述和非物质遗产杰作
48. ↑  . 东亚日报. 2006年5月30日 （韩语）.
49. ↑  . Naver （韩语）.
50. ↑  . 韩国CBS电视台. 2008年8月 （韩语）.
51. ↑  . 朝鲜日报. 2007年12月11日  [2009年12月27日]. （原始内容存档于2010年8月17日）.
52. ↑  . 网易. 2009年12月23日 （中文）.
53. ↑  . 《石英》.   [2018-08-06] （美国英语）.
54. ↑  . 《彭博社》.   [2018-08-06] （英语）.
55. ↑  . 《雅加达邮报》.
56. ↑  . 新加坡Mothership新闻网.